# Myitkyina (kommun)
Myitkyina är en kommun i Myanmar. Den ligger i delstaten Kachin och distriktet Myitkyina i den norra delen av landet. Antalet invånare i kommunen utgjorde 317 604 vid folkräkningen 2014. I kommunen ligger staden Myitkyina, Kachins huvudstad.
Myitkyina har ett sub-township benämnt Hsinbo som hade 10 655 invånare vid folkräkningen 2014.